# Canscorinae
Canscorinae es una subtribu de plantas con flores perteneciente a la familia de las gentianáceas. El género tipo es: Canscora Lam.

## Géneros
- Canscora Lam.
- Cracosna Gagnep.
- Duplipetala Thiv
- Hoppea Willd.
- Microrphium C. B. Clarke
- Phyllocyclus Kurz
- Pladera Sol. ex Roxb. = Canscora Lam.
- Schinziella Gilg